# Anacampsis

Anacampsis är ett släkte av fjärilar som beskrevs av John Curtis 1827. Anacampsis ingår i familjen stävmalar.

## Bildgalleri

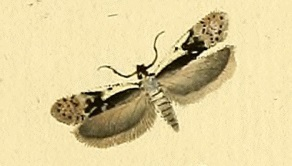
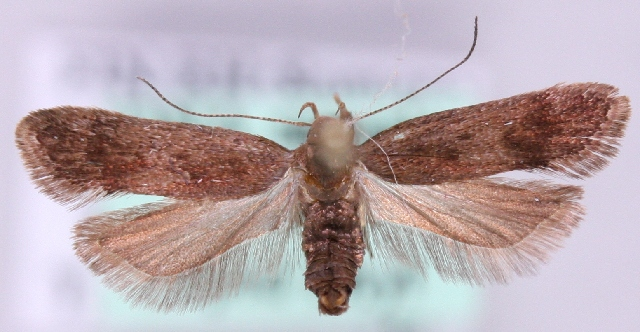
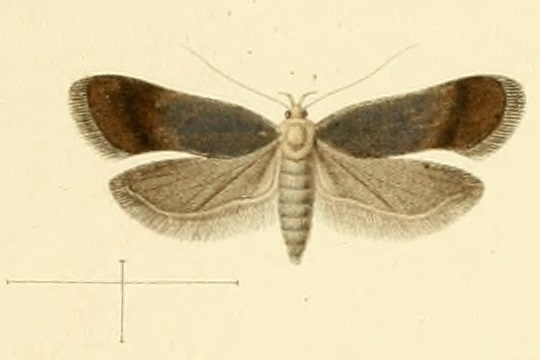
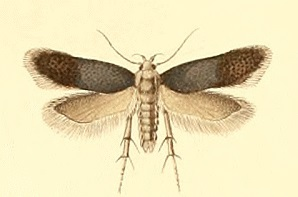

## Dottertaxa tillAnacampsis, i alfabetisk ordning[1][2]
| Anacampsis aduncella        |  |                |  |  |
| Anacampsis aedificata       |  |                |  |  |
| Anacampsis agrimoniella     |  |                |  |  |
| Anacampsis anisogramma      |  |                |  |  |
| Anacampsis argyrothamniella |  |                |  |  |
| Anacampsis blattariella     |  | Björksobermal  |  |  |
| Anacampsis capyrodes        |  |                |  |  |
| Anacampsis cenelpis         |  |                |  |  |
| Anacampsis chlorodecta      |  |                |  |  |
| Anacampsis comparanda       |  |                |  |  |
| Anacampsis conclusella      |  |                |  |  |
| Anacampsis conistica        |  |                |  |  |
| Anacampsis considerata      |  |                |  |  |
| Anacampsis cornifer         |  |                |  |  |
| Anacampsis cosmia           |  |                |  |  |
| Anacampsis coverdalella     |  |                |  |  |
| Anacampsis crypticopa       |  |                |  |  |
| Anacampsis diplodelta       |  |                |  |  |
| Anacampsis flexiloqua       |  |                |  |  |
| Anacampsis fragariella      |  |                |  |  |
| Anacampsis fullonella       |  |                |  |  |
| Anacampsis fuscella         |  | Klöversobermal |  |  |
| Anacampsis hirsutella       |  |                |  |  |
| Anacampsis homoplasta       |  |                |  |  |
| Anacampsis idiocentra       |  |                |  |  |
| Anacampsis innocuella       |  |                |  |  |
| Anacampsis inquieta         |  |                |  |  |
| Anacampsis insularis        |  |                |  |  |
| Anacampsis karmeliella      |  |                |  |  |
| Anacampsis kearfottella     |  |                |  |  |
| Anacampsis lacteusochrella  |  |                |  |  |
| Anacampsis lagunculariella  |  |                |  |  |
| Anacampsis languens         |  |                |  |  |
| Anacampsis lapidella        |  |                |  |  |
| Anacampsis levipedella      |  |                |  |  |
| Anacampsis lignaria         |  |                |  |  |
| Anacampsis lithodelta       |  |                |  |  |
| Anacampsis lugens           |  |                |  |  |
| Anacampsis lupinella        |  |                |  |  |
| Anacampsis maculatella      |  |                |  |  |
| Anacampsis malella          |  |                |  |  |
| Anacampsis meibomiella      |  |                |  |  |
| Anacampsis mongolicae       |  |                |  |  |
| Anacampsis multinotata      |  |                |  |  |
| Anacampsis niveopulvella    |  |                |  |  |
| Anacampsis nocturna         |  |                |  |  |
| Anacampsis nonstrigella     |  |                |  |  |
| Anacampsis obscurella       |  |                |  |  |
| Anacampsis paltodoriella    |  |                |  |  |
| Anacampsis panormitella     |  |                |  |  |
| Anacampsis parviocellatella |  |                |  |  |
| Anacampsis peloptila        |  |                |  |  |
| Anacampsis perquisita       |  |                |  |  |
| Anacampsis petrographa      |  |                |  |  |
| Anacampsis phytomiella      |  |                |  |  |
| Anacampsis poliombra        |  |                |  |  |
| Anacampsis pomaceella       |  |                |  |  |
| Anacampsis populella        |  | Aspsobermal    |  |  |

| Anacampsis | Anacampsis populella fuscatella |  |  |  |

| Anacampsis prasina          |  |                  |  |  |
| Anacampsis primigenia       |  |                  |  |  |
| Anacampsis psoraliella      |  |                  |  |  |
| Anacampsis quinquepunctella |  |                  |  |  |
| Anacampsis rhabdodes        |  |                  |  |  |
| Anacampsis rhoifructella    |  |                  |  |  |
| Anacampsis rivalis          |  |                  |  |  |
| Anacampsis sacramenta       |  |                  |  |  |
| Anacampsis scalata          |  |                  |  |  |
| Anacampsis scintillella     |  | Solvändesobermal |  |  |
| Anacampsis solemnella       |  |                  |  |  |
| Anacampsis subactella       |  |                  |  |  |
| Anacampsis temerella        |  | Videsobermal     |  |  |
| Anacampsis tephriasella     |  |                  |  |  |
| Anacampsis timidella        |  |                  |  |  |
| Anacampsis triangularis     |  |                  |  |  |
| Anacampsis triangulella     |  |                  |  |  |
| Anacampsis tridentella      |  |                  |  |  |
| Anacampsis trifoliella      |  |                  |  |  |
| Anacampsis tristrigella     |  |                  |  |  |
| Anacampsis ursula           |  |                  |  |  |
| Anacampsis veteranella      |  |                  |  |  |
| Anacampsis viretella        |  |                  |  |  |